# آرثر بيج براون

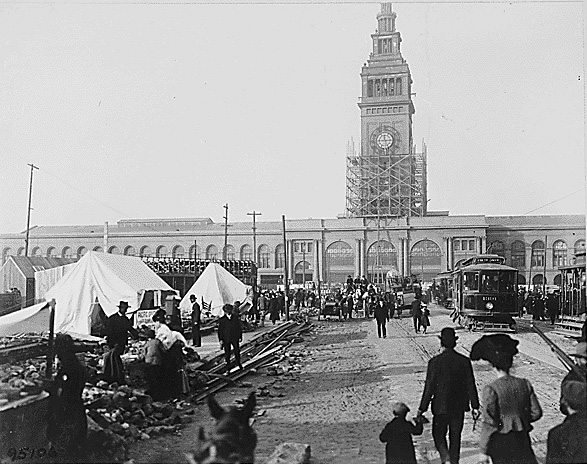
مبنى العبارة الذي صممه براون عام 1892

آرثر بيج براون (بالإنجليزية: Arthur "A." Page Brown)‏ (ديسمبر 1859-21 يناير 1896)، كان معماريًّا أمريكيًّا عُرف بمبانيه التي تجمع بين الأنماط التاريخية وطريقة الفنون الجميلة. بدء في شركة مكيم، ميد ووايت بمدينة نيويورك عام 1879، ثم أسس مكتبه الخاص في عام 1884. نقل مكتبه إلى سان فرانسيسكو، كاليفورنيا في عام 1889 تلبية لعمولات ماري آن كروكر، أرملة الثري تشارلز كروكر.
عُرف براون بتصميمه مبنى العبارة بسان فرانسيسكو، والذي افتتح في عام 1898، وهو أكبر مشروع حتى ذلك الحين في المدينة. قدم أسلوب إحياء الرسالة لسانتا باربارا والذي اعتُمد على نطاق واسع في المدينة لتشكيل هويتها البصرية.